# Lysimachia kalalauensis
Lysimachia kalalauensis är en viveväxtart som beskrevs av Carl Skottsberg. Lysimachia kalalauensis ingår i släktet lysingar, och familjen viveväxter. Inga underarter finns listade i Catalogue of Life.